# Manuel Augusto Gaspar
Manuel Augusto Gaspar (Angra do Heroísmo, 25 de março de 1843 — Lisboa, 13 de abril de 1901) foi um notável músico militar, trompetista e regente de banda, que se notabilizou como regente da banda da Guarda Municipal de Lisboa (actual banda da Guarda Nacional Republicana).

## Biografia
Manuel Augusto Gaspar nasceu em 25 de Março de 1843 em Angra do Heroísmo, na Ilha Terceira, arquipélago dos Açores.
Ingressou muito jovem na Banda Regimental de Angra do Heroísmo, sendo nomeado poucos anos depois mestre da banda do Regimento de Caçadores n.º 10, aquartelado no Castelo de São João Baptista do Monte Brasil, transitando alguns anos depois para mestre da banda do Regimento de Infantaria n.º 5, aquartelada em Lisboa. Ao longo deste percurso notabilizou-se como trompetista e com regente.
Em 1878, Manuel Augusto Gaspar foi escolhido para dirigir a banda da Guarda Municipal de Lisboa, trabalho em que se empenhou com grande êxito, fazendo daquela banda uma notável instituição, ao tempo considerada a mais importante de Portugal e uma das mais famosas da Península Ibérica. Recebeu grande aplauso público quando à frente da banda da Guarda Municipal de Lisboa participou no concurso de banda militares realizado no ano de 1892 em Badajoz. Nesse certame a banda apresentou-se a concurso com um reportório notável, que incluía a abertura da ópera Rienzi, de Richard Wagner, e a abertura do musical Cleopatra, de Luigi Mancinelli, conquistando um segundo prémio, mas ainda assim sob protesto por considerar que o júri, espanhol, fora parcial em relação à banda do Regimento de Infantaria de Madrid, declarado vencedor. Não aceitou receber o prémio e no regresso a Lisboa, realizou um concerto, de desagravo, entusiasticamente aplaudido pela multidão que acorreu para o ouvir.
Embora não tendo grande êxito na composição, foi um notável organizador e um regente primoroso, dotado de extremo bom gosto na organização do repertório.
Manuel Augusto Gaspar morreu em 13 de Abril de 1901 em Lisboa.Faleceu no posto de capitão músico. Foi condecorado com o grau de oficial da Ordem de Santiago da Espada.